# Zastávka u Brna (nádraží)
Zastávka u Brna (původně Boží Požehnání, něm. Segen Gottes, v letech 1867–1871 Rosice-Boží Požehnání, něm. Rossitz-Segen Gottes, poté opět Boží Požehnání, něm. Segen Gottes, v roce 1921 Zastávka, od roku 1925 současný název) je železniční stanice v km 10,877 železniční tratě Brno–Jihlava, která se nachází v obci Zastávka v okrese Brno-venkov.

## Historie
Historie železniční stanice je spojena s výstavbou uhelné dráhy z Brna do Zastávky u Brna (Brněnsko-rosická dráha), která byla zprovozněna v roce 1856. U její výstavby byli Jan Arnošt Herring (1816–1871) a Franz Klein (1800–1855), kteří pro svůj záměr získali jak brněnské průmyslníky tak místní těžaře Antonína Rahna (1816–1876) a Jana Mülera (1827–1897). Po její dostavbě to byla jedna z prvních uhelných drah v českých zemích. Zkušební jízda proběhla 27. prosince 1855, uhlí se začalo přepravovat 2. ledna 1856, slavnostní jízda s cestujícími o půl roku později 30. června 1856, od 1. července 1856 byla provozována pravidelná přeprava cestujících. Uhlí se vozilo nejen do Brna, ale také do Vídně. Z železniční zastávky vedla odbočka vlečky k Dědičné štole, odbočná trať byla postavena v roce 1862 k dolům Ferdinand, Jindřich, Antonín a Simson. Poslední vlečka byla postavena v roce 1877 k dolu Julius.
V letech 2022–2024 provedla Správa železnic modernizaci úseku Střelice – Zastávka u Brna, při níž byla trať zdvoukolejněna a elektrizována. Celkovou rekonstrukcí prošly také stanice a zastávky na tomto úseku. Ve stanici Zastávka u Brna byl vybudován podchod a dvě vnější a jedno ostrovní nástupiště. Součástí projektu bylo i prodloužení muzejní dráhy Muzea průmyslových železnic (MPŽ) o rozchodu 600 mm vedené do Zbýšova v trase bývalé normálněrozchodné vlečky k dolu Jindřich. Drážka končila před modernizací stanice asi 300 metrů před ní, během prvních měsíců roku 2025 ji MPŽ prodloužila až do stanice Zastávka u Brna k jižnímu vnějšímu nástupišti, kde získala vlastní nástupní hranu.

## Výpravní budova
Koncová výpravní budova Brněnsko-rosické dráhy byla postavena podle projektu vrchního inženýra Tomáše Nováka v roce 1856. Dvoupodlažní objekt o deseti okenních osách byl krytý valbovou střechou, v průčelí členěný profilovanou patrovou římsou. Polygonální pilastry (nároží) výpravní budovy zdobily šestiboké věžičky, které vystupovaly nad okapovou římsu. Architektonické řešení výpravní budovy bylo téměř shodné s výpravní a správní budovou Rosického, později dolního nádraží v Brně. Nástupiště u budovy (první kolej) bylo kryto pultovou střechou na sloupech, které bylo později odstraněno. V roce 1870 byl k budově (ze strany Brna) přistavěn přízemní hrázděný objekt výčepu s verandou, který navazoval na restauraci v přízemí výpravní budovy. V letech 1885–1886 postavila C.k. privilegovaná Rakouská společnost státní dráhy (StEG) dvoupodlažní obytnou budovu pro drážní zaměstnance podle typového plánu. Ve výpravní budově byly provedeny vnitřní úpravy a změna architektonického členění fasád (pásová rustika) a sedlové nadokenní římsy (odstraněny v roce 1962). Ve stanici se nachází obdélná remíza a zděná patrová vodárna.